# رحلة مع حمزة يوسف (برنامج)
برنامج رحلة مع حمزة يوسف قامت فكرة البرنامج على مرافقة مجموعة من الشباب للداعية الأمريكي حمزة يوسف في مواقع مختلفة من بينها الولايات المتحدة، ومن خلال الرحلة وحواراته مع الشباب طرح يوسف رؤية متكاملة عن العلاقة بين الإسلام والغرب وكيف يمكن للمسلمين وخاصة الشباب دعوة الآخرين لدينهم بشكل حضاري وعصري. بعد انتهاء الموسم الأول من البرنامج قرر المقدمون الشباب إعادة البرنامج نفسه في موسم جديد لكن قناة الإم بي سي رفضت دعم العرض. وانتهى مصيره على موسمه الأول.

## اقرأ أيضا
- الباقيات الصالحات (برنامج تلفزيوني)